# Institución Correccional Federal, Seagoville

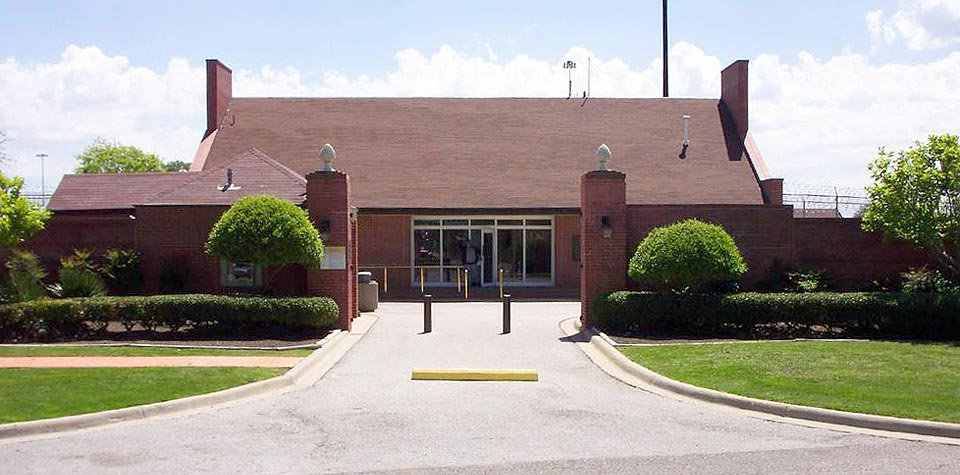
FCI Seagoville

La Institución Correccional Federal, Seagoville (Federal Correctional Institution, Seagoville o FCI Seagoville) es una prisión federal en Seagoville, Texas, Estados Unidos, en el área Dallas-Fort Worth. Como parte de la Agencia Federal de Prisiones (BOP), la prisión se abrió en el 10 de octubre de 1940 como la prisión para mujeres Federal Reformatory for Women. En 1942 se convirtió en un campos de concentración para italianos, japoneses, y alemanes durante la Segunda Guerra Mundial. En el 25 de junio de 1945 se convirtió en una prisión federal masculina.